# چاپ سفیده تخم‌مرغ

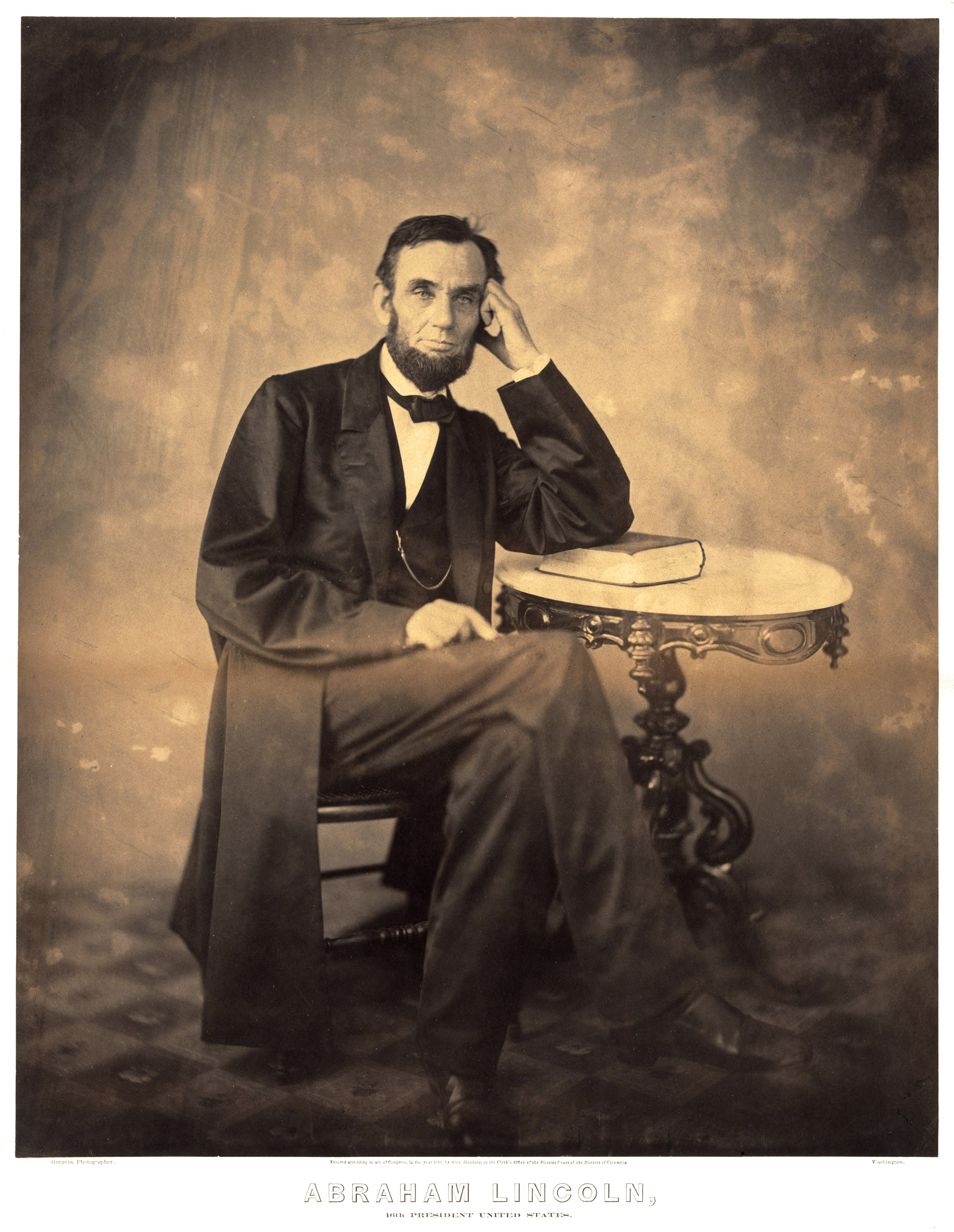
نمونهٔ عکس چاپ‌شده به این روش.

چاپ سفیدهٔ تخم مرغ یا چاپ آلبومین تکنیکی از چاپ است که در سال ۱۸۵۰ میلادی توسط لویی دزیره بلانکوارت-اورارد ابداع گردید. این روش اولین روش تجاری تولید یک عکس چاپ‌شده بر روی کاغذ بر پایهٔ نگاتیو است.